# Harry Thomason
Harry Zell Thomason (Hampton, 30 novembre 1940) è un regista, sceneggiatore e produttore cinematografico statunitense.
Soprattutto è noto per aver diretto la serie televisiva Quattro donne in carriera, creata dalla moglie Linda Bloodworth-Thomason. La coppia è inoltre amica intima di Bill Clinton e Hillary Clinton, per i quali hanno giocato un ruolo importante nel corso delle rispettive campagne elettorali.

## Biografia
Harry Z. Thomason nacque ad Hampton (Arkansas), figlio del diacono della Southern Baptist Convention. Amico d'infanzia del regista CHarles B. Pierce, fu coach di football e insegnante di scienze alle scuole superiori di Little Rock. Sposò Judy Crump, dalla quale divorziò ed ebbe una figlia, Stacy.
Nel 1983, Thomason e la sua seconda moglie, Linda Bloodworth-Thomason, fondarono la Mozark Productions, che produsse numerose serie televisive di successo, come Quattro donne in carriera, Hearts Afire e Evening Shade. Nel 2007, cominciarono realizzarono per la HBO 12 Miles of Bad Road, con Lily Tomlin.

## Filmografia

### Cinema

#### Regista
- Encounter with the Unknown
- Revenge of Bigfoot
- So Sad About Gloria
- The Day it Came to Earth
- The Great Lester Boggs
- The Man From Hope
- The Last Ride

#### Sceneggiatore
- Encounter with the Unknown

#### Produttore
- Revenge of Bigfoot
- So Sad About Gloria
- The Day it Came to Earth - esecutivo
- To Find My Son
- The Hunting of the President
- The Last Ride

### Televisione

#### Regista
- Quattro donne in carriera (Designing Women)
- Emeril
- Evening Shade
- Hearts Afire
- Women of the House
- The Designing Women Reunion

#### Produttore
- Quattro donne in carriera (Designing Women) – produttore esecutivo
- Emeril - produttore esecutivo
- A Shining Season
- Hearts Afire - produttore esecutivo
- Lime Street – produttore esecutivo
- Il grigio e il blu (The Blue and the Gray)
- Women of the House - anche esecutivo

#### Sceneggiatore
- Hearts Afire
- Professione pericolo (The Fall Guy)